# Cyclocheilichthys furcatus
Cyclocheilichthys furcatus är en fiskart som beskrevs av Sontirat, 1989. Cyclocheilichthys furcatus ingår i släktet Cyclocheilichthys och familjen karpfiskar. IUCN kategoriserar arten globalt som livskraftig. Inga underarter finns listade i Catalogue of Life.